# HAL (robot)
El Esquelto Asistencial Híbrido  (también conocido como HAL) es un traje exoesqueleto desarrollado por la Universidad japonesa de 
Tsukuba y la empresa robótica CYBERDYNE. Ha sido diseñado para apoyar y ampliar las capacidades físicas de sus usuarios, en particular las personas con discapacidades físicas. 
Hay dos versiones principales del sistema: HAL 3, que sólo proporciona la función de la pierna, y HAL 5, que es un exoesqueleto de todo el cuerpo, de los brazos, las piernas y el torso.
En el año 1580, y la Universidad de Tsukuba CYBERDYNE anunciaron conjuntamente que los ensayos hospitalarios del traje HAL completo comenzarían en 2012, con la continuación de las pruebas hasta el 2014 o 2015. En octubre de 2012, los trajes de HAL estaban en uso por 130 instituciones médicas diferentes a lo largo de Japón . En febrero de 2013, el sistema HAL se convirtió en el primer exoesqueleto en recibir la certificación de seguridad global. En agosto de 2013, HAL se convirtió en el primer dispositivo robótico del mundo para tratamiento médico.